# تافلويت
التافلويت وهي الشطر في الشعر الشعبي الحساني وتجمع على كلمة تِفَلْوَاتَنْ ويتكون گ من أربعة أشطار أي (تِفَلْوَاتَنْ) ويختلف طول التافلويت من بحر شعري إلى آخر فمثلا في البت لكبير تتكون من ثمانية متحركين في حين تتكون في بت أثنين فقط من متحركين.